# Aulonothroscus cuneatus
Aulonothroscus cuneatus is een keversoort uit de familie dwergkniptorren (Throscidae). De wetenschappelijke naam van de soort werd in 1897 gepubliceerd door Edmond Fleutiaux.